# Mabetex Group
Mabetex Group је грађевинско предузеће за грађевинарство и инжењеринг које је 1991. године основао албански предузетник Бехђет Пацоли у Лугану. Извео је радове као што су рестаурација историјских објеката, изградња и планирање административних и јавних зграда, као и индустријских постројења и урбанистичких пројеката.

## Историја
Предузеће је 1991. године основао албански предузетник Бехђет Пацоли у Лугану. Порасло је кроз уговарање са јавним сектором у Русији током 1990-их. Његова репутација као извођача радова учврстила се реновирањем Кремља, који је завршен 1996. године. Отприлике у то време, Mabetex је такође почео да гради већину нових зграда у Астани. Након рата на Косову и Метохији, покренуо је фондацију за поновни развој Косова и Метохије у јулу 1999. године. Реконструисао је зграде и школе које су уништене у рату. Године 2002. послао је робу прве помоћи у избегличке кампове у Албанији, те помогао другим институцијама у Италији и Швајцарској да пошаљу робу користећи његове камионе. Почетком 2000-их повукао се са руског тржишта и од тада се углавном фокусирао на радове у Казахстану.

## Галерија
- Хотел (Лугано)
- Ски-џампинг комплекс (Шчучинск)